# Serie B (2000/2001)
Rozgrywki Serie B w sezonie 2000/2001 były 69. edycją w historii włoskiej drugiej ligi.

## Uczestnicy
| Uczestnicy poprzedniej edycji                                                                                 | Uczestnicy poprzedniej edycji | Uczestnicy poprzedniej edycji | Uczestnicy poprzedniej edycji |
| --- | ----------------------------- | ----------------------------- | ----------------------------- |
| SAM | Sampdoria                     | 5                             |                               |
| GEN | Genoa                         | 6                             |                               |
| SAL | Salernitana                   | 7                             |                               |
| TRV | Treviso                       | 8                             |                               |
| EMP | Empoli                        | 9                             |                               |
| TER | Ternana                       | 10                            |                               |
| RAV | Ravenna                       | 11                            |                               |
| COS | Cosenza                       | 12                            |                               |
| PES | Pescara                       | 13                            |                               |
| MON | Monza                         | 14                            |                               |
| CHV | Chievo Verona                 | 15                            |                               |
| PST | Pistoiese                     | 161                           |                               |
| Spadek z Serie A 1999/2000                                                                                    |                               |                               |                               |
| TOR | Torino                        | 15                            |                               |
| VEN | Venezia                       | 16                            |                               |
| CAG | Cagliari                      | 17                            |                               |
| PIA | Piacenza                      | 18                            |                               |
| Awans z Serie C1 1999/2000                                                                                    |                               |                               |                               |
| grupa A |                               |                               |                               |
| SIE | Siena                         | 1                             |                               |
| CIT | Cittadella                    | 32                            |                               |
| grupa B |                               |                               |                               |
| CRO | Crotone                       | 1                             |                               |
| ANC | Ancona                        | 2                             |                               |
| Oznaczenia: - kolumna pierwsza – skróty nazw drużyn, - kolumna trzecia – miejsce zajęte w poprzednim sezonie. |                               |                               |                               |

Objaśnienia:
1. Pistoiese wygrał baraże o utrzymanie w Serie B z Ceseną.
2. Cittadella i Ancona wygrały baraże o awans do Serie B.

## Tabela
| Lp. | Drużyna           | M  | Z  | R  | P  | Bramki | Bramki | Różn. | Pkt | Uwagi                      | Bezpośrednio |
| --- | ----------------- | -- | -- | -- | -- | ------ | ------ | ----- | --- | -------------------------- | ------------ |
| 1   | Torino (M) (A)    | 38 | 22 | 7  | 9  | 48     | 33     | +15   | 73  | Awans do Serie A 2001/2002 |              |
| 2   | Piacenza (A)      | 38 | 20 | 10 | 8  | 48     | 26     | +22   | 70  | Awans do Serie A 2001/2002 |              |
| 3   | Chievo Verona (A) | 38 | 19 | 13 | 6  | 54     | 34     | +20   | 70  | Awans do Serie A 2001/2002 |              |
| 4   | Venezia (A)       | 38 | 19 | 12 | 7  | 62     | 43     | +19   | 69  | Awans do Serie A 2001/2002 |              |
| 5   | Sampdoria         | 38 | 16 | 16 | 6  | 60     | 38     | +22   | 64  |                            |              |
| 6   | Empoli            | 38 | 18 | 10 | 10 | 52     | 43     | +9    | 64  |                            |              |
| 7   | Ternana           | 38 | 16 | 14 | 8  | 59     | 38     | +21   | 62  |                            |              |
| 8   | Cosenza           | 38 | 17 | 9  | 12 | 49     | 46     | +3    | 60  |                            |              |
| 9   | Crotone           | 38 | 15 | 8  | 15 | 47     | 53     | −6    | 53  |                            |              |
| 10  | Ancona            | 38 | 14 | 9  | 15 | 56     | 58     | −2    | 51  |                            |              |
| 11  | Cagliari          | 38 | 12 | 14 | 12 | 53     | 45     | +8    | 50  |                            |              |
| 12  | Genoa             | 38 | 10 | 17 | 11 | 44     | 39     | +5    | 47  |                            |              |
| 13  | Siena             | 38 | 10 | 17 | 11 | 38     | 43     | −5    | 47  |                            |              |
| 14  | Cittadella        | 38 | 10 | 15 | 13 | 40     | 52     | −12   | 45  |                            |              |
| 15  | Salernitana       | 38 | 11 | 10 | 17 | 37     | 42     | −5    | 43  |                            |              |
| 16  | Pistoiese         | 38 | 10 | 11 | 17 | 46     | 51     | −5    | 41  |                            |              |
| 17  | Treviso (S)       | 38 | 8  | 12 | 18 | 40     | 56     | −16   | 36  | Spadek do Serie C1         |              |
| 18  | Monza (S)         | 38 | 9  | 4  | 25 | 41     | 77     | −36   | 31  | Spadek do Serie C1         |              |
| 19  | Ravenna (S)       | 38 | 4  | 13 | 21 | 33     | 64     | −31   | 25  | Spadek do Serie C1         |              |
| 20  | Pescara (S)       | 38 | 3  | 13 | 22 | 30     | 56     | −26   | 22  | Spadek do Serie C1         |              |